# Eduardo Sciarra
Eduardo Francisco Sciarra (Londrina, 5 de outubro de 1952) é um engenheiro civil e político brasileiro. Foi Secretário Chefe da Casa Civil do Estado do Paraná.

## Carreira
Filiado ao partido Democratas (DEM) do qual é vice-presidente nacional, exerce atualmente seu segundo mandato na Câmara Federal, onde preside a Comissão de Desenvolvimento Urbano e a Comissão Especial (PL 0694/95) que institui as diretrizes Nacionais do Transporte Coletivo. Suas principais linhas de atuação são a Infraestrutura e a Agricultura.
Foi um dos articuladores do movimento “Xô CPMF” e relator da Proposta de Fiscalização e Controle que investigou a invasão do Movimento dos Trabalhadores Rurais Sem Terra (MST) à fazenda Syngenta Seeds, em 2006 e 2007.
Graduou-se em Engenharia Civil pela Fundação Álvares Penteado (FAAP) em São Paulo, se estabelecendo a seguir em Cascavel, no Oeste do Paraná, onde fundou sua empresa no setor da construção civil. Foi presidente da Associação Comercial e Industrial de Cascavel (Acic), do Sindicato da Indústria da Construção Civil (Sinduscon Oeste) e da Associação dos Engenheiros e Arquitetos de Cascavel. Foi também presidente da Fundação Paranaense para o Desenvolvimento Tecnológico da Indústria da Construção (Fundatec) e vice-presidente da Câmara Brasileira da Indústria da Construção (CBIC), além de conselheiro do CREA-PR.
Em 1998 assumiu o cargo de Secretário da Indústria, Comércio e Turismo do Paraná e em 2002 foi eleito deputado federal com 81.553 votos, e reeleito em 2006 com 85.197 votos.
Em 2015 foi nomeado Secretário Chefe da Casa Civil do Paraná, na gestão de Beto Richa. Em março de 2016 deixou o cargo em seu lugar assumiu pelo deputado Valdir Rossoni.